# Maxillaria calimaniana
Maxillaria calimaniana là một loài thực vật có hoa trong họ Lan. Loài này được V.P.Castro mô tả khoa học đầu tiên năm 2008.